# 容眞御流
容真御流(ようしんごりゅう）とは、櫻居成龍斎一如を開祖とする華道流派。
一如は江戸時代後期の曹洞宗の僧侶で、姫路景福寺長老を経て播州加西仏名寺や同多聞寺の住職を務めた後、諸国を行脚して華道を教授した。御室御所仁和寺に花を献じた際に花務職に任じられ、「その容（すがた）、真（まこと）なるによって容真と名づけるべし」との沙汰を受けて『容真御流』を興したとされる。
ただし、仁和寺には一如参殿以前に未生流が伝えられ、すでに御室御所伝来の華道の基盤と『容真』の名が確立されていたとする説もあり、確かに容真御流は未生流系統との類似点が多い。
現在、一如の末裔である櫻居家を家元とする流派は『容真流』を名乗っているが、正式名称は『華道御室宮容真御流』であるとし、流紋として仁和寺の紋である「桜に二引」を使用している。
また、矢田寺大門坊を家元とする『容真御流』は、一如の養子である二代櫻居成龍斎一間が、矢田寺に入って仏門の修行を行うとともに、華道を教授したことにより伝わった流派である。
他にも、一如の流れを汲む流派が多数がある。